# Rete filoviaria di Modena
La rete filoviaria di Modena è costituita da tre linee filoviarie.
Attivata nel 1950, ha conosciuto nel corso dei decenni diverse fasi di espansione e contrazione, conoscendo infine un deciso rilancio nell'ultimo decennio. È gestita da Società Emiliana Trasporti Autofiloviari (SETA) e di proprietà dell'agenzia aMo (Agenzia per la Mobilità e il trasporto pubblico locale di Modena s.p.a.).

## Rete
La rete è costituita da tre linee (le linee 7 ed 11 sono rinumerate nei giorni festivi, seguendo dei percorsi modificati):
- 6 via Chinnici - Autostazione
- 7 viale Gramsci - via Gottardi (feriale)
- 7A viale Gramsci - via Gottardi (sabato pomeriggio e nei giorni festivi, la linea è deviata su corso Canalgrande, piazza Roma, corso Vittorio Emanuele)
- 11 Sant'Anna - via dello Zodiaco (feriale)
- 11A Sant'Anna - via dello Zodiaco (sabato pomeriggio e nei giorni festivi, la linea è deviata su viale Monte Kosica, Autostazione, largo Moro, via Emilia centro, corso Duomo)

In caso di manifestazioni che interessano il centro storico, le linee sono deviate sui viali di circonvallazione ed il servizio è svolto con autobus. Le principali manifestazioni sono: Fiera di s. Antonio (17 gennaio), Fiera di s. Geminiano (31 gennaio), Festival Filosofia (inizio settembre, date variabili). Il 17 gennaio vige l'orario feriale, mentre il 31 gennaio (ricorrenza del santo Patrono) l'orario festivo.

## Storia

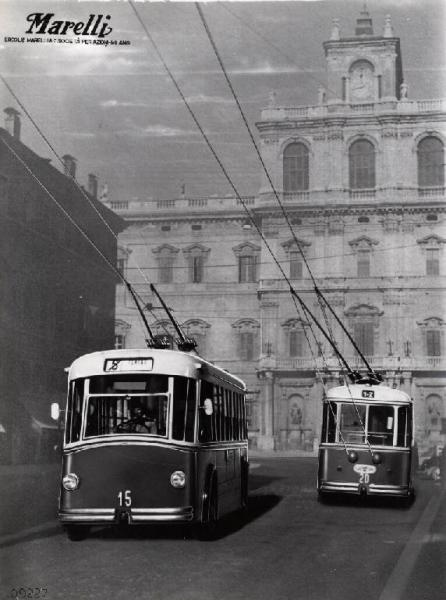
Modena, 1951 - Foto dall'Archivio Marelli

Nel 1949 l'Amministrazione Comunale di Modena decise di sostituire la rete tranviaria cittadina con una rete filoviaria, ritenuta più efficiente e moderna.
Le prime 2 linee della rete prevista (3/ Centro - San Faustino e 5 v.le Buon Pastore - San Cataldo) vennero attivate il 22 gennaio 1950; nei mesi successivi la rete si espanse gradualmente, a scapito del tram, fino all'inaugurazione di tutte le linee il 21 ottobre 1950.
Dal 1º settembre 1952, dopo quasi 2 anni di servizio, si rese necessaria una revisione dei percorsi, alla luce dei flussi di traffico rilevati; in particolare si rese necessario aggiungere al servizio delle due linee dette interstazionali un'ulteriore linea -la n. 5- in partenza dalla stazione delle Ferrovie Provinciali. La modifica fu resa possibile sostituendo per la linea 5 il capolinea originario di via Buon Pastore con la stazione Ferrovie Provinciali; il servizio per v. Buon Pastore venne garantito istituendo una nuova linea, la numero 6.
Proprio alla linea 5 toccherà anche il servizio per la nuova stazione Autolinee, inaugurata il 3 giugno 1953. A tale scopo la linea venne deviata -e così rimase definitivamente fino alla soppressione del 1972- per viale Molza e via Bacchini.

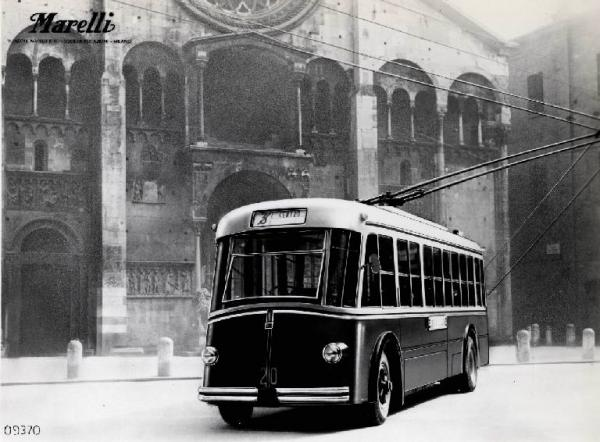
Modena, 1951 - Foto dall'Archivio Marelli

Per servire adeguatamente il nuovo quartiere della Sacca, posto a nord della ferrovia Milano-Bologna, il 30 settembre 1954 venne attivata la nuova linea 7 (p.za Torre - v. Farini - cavalcaferrovia - Sacca), che tuttavia restò in esercizio poco più di un anno: mancavano infatti le risorse per prolungare la linea verso ovest, fino al borgo della Madonnina (posando il bifilare sull'omonimo cavalcaferrovia inaugurato il 22 settembre 1954). La linea Madonnina-Sacca venne pertanto effettuata con autobus dal 26 novembre 1955 al 16 agosto 1959, data della nuova riorganizzazione dell'intero servizio filoviario. I lavori di elettrificazione del prolungamento alla Madonnina si svolsero da metà 1957 al 1959 (delibera del Comune di Modena 12 giugno 1957).

### Riforma del 16 agosto 1959
Gli anni cinquanta si chiusero con una sostanziale riforma delle sei linee filoviarie circolanti, basandosi nuovamente sulle mutate esigenze di mobilità da parte degli utenti. Tra le novità principali si ricordano:
- nuovo abbinamento tra i capilinea periferici, rispetto ai percorsi del 1º settembre 1952;
- linee interstazionali 1 e 2 spostate da corso Canalchiaro a viale Tassoni;
- linea 3 spostata da viale Tassoni a corso Canalchiaro.
- soppressione dell'autolinea 7 Madonnina-Sacca con assegnazione del capolinea Madonnina alla linea 4 e capolinea Sacca alla linea 6.

### Gli anni '60
Negli anni successivi entrarono in servizio nuovi prolungamenti, contestuali tuttavia alle prime soppressioni; l'autobus cominciava ad essere visto come mezzo più flessibile, sia nel districarsi nel traffico divenuto caotico, sia nell'inseguire l'espansione urbana senza bisogno di costruire nuove infrastrutture.
- dall'8 dicembre 1963 la linea 6 venne prolungata all'interno del quartiere della Sacca -via Don Monari-via Oberdan (capolinea)-via Anderlini-, per servire il nuovo quartiere INA Casa;
- dal 14 giugno 1965 -data di inizio dei costruzione del cavalcaferrovia della Crocetta- la linea 4 venne provvisoriamente sospesa con demolizione contestuale del capolinea e bifilare tagliato all'altezza di via Piave. Per circa un mese il servizio venne effettuato con autobus ma l'Ufficio Tecnico AMCM ritenne necessaria una sistemazione più razionale: dal 24 luglio 1965 venne pertanto istituito un nuovo tracciato, Madonnina-via Emilia Ovest-centro-via Emilia est-nuovo ospedale Policlinico (quest'ultimo terminato nell'estate 1963). Si noti che il progetto di installare il bifilare sul nuovo cavalcaferrovia Crocetta per prolungare la linea 4 in realtà non venne mai attuato: il quartiere Crocetta non avrebbe mai più avuto servizi di tipo filoviario. La linea 4 venne infine definitivamente soppressa dal 18 giugno 1966 e sostituita dalla nuova linea 7, istradata da largo Sant'Agostino alla stazione FS seguendo il nuovo tracciato di viale Monte Kosica. Venne così abbandonata anche la tratta per la Madonnina. Il collegamento Madonnina-Crocetta sarà ripristinato come linea automobilistica P.

Da notare che una versione più corta della linea 7 (Piazza Torre-via Emilia centro-largo Garibaldi-via Emilia est-nuovo Policlinico) era stata in funzione dal 1963 al 1965 per garantire alla cittadinanza i collegamenti al nuovo polo ospedaliero. Effettuata con autobus, verrà sostituita dalla linea 4 modificata (1965).
- Il 2 ottobre 1967 fu inaugurato il prolungamento della linea 6 da viale Buon Pastore a viale fratelli Rosselli-via Conco-via Pordenone (capolinea), comprendente anche un attraversamento a raso della linea SEFTA per Sassuolo. Tale prolungamento rimase per molti anni (fino al 2000) l'ultima tratta realizzata ex novo.

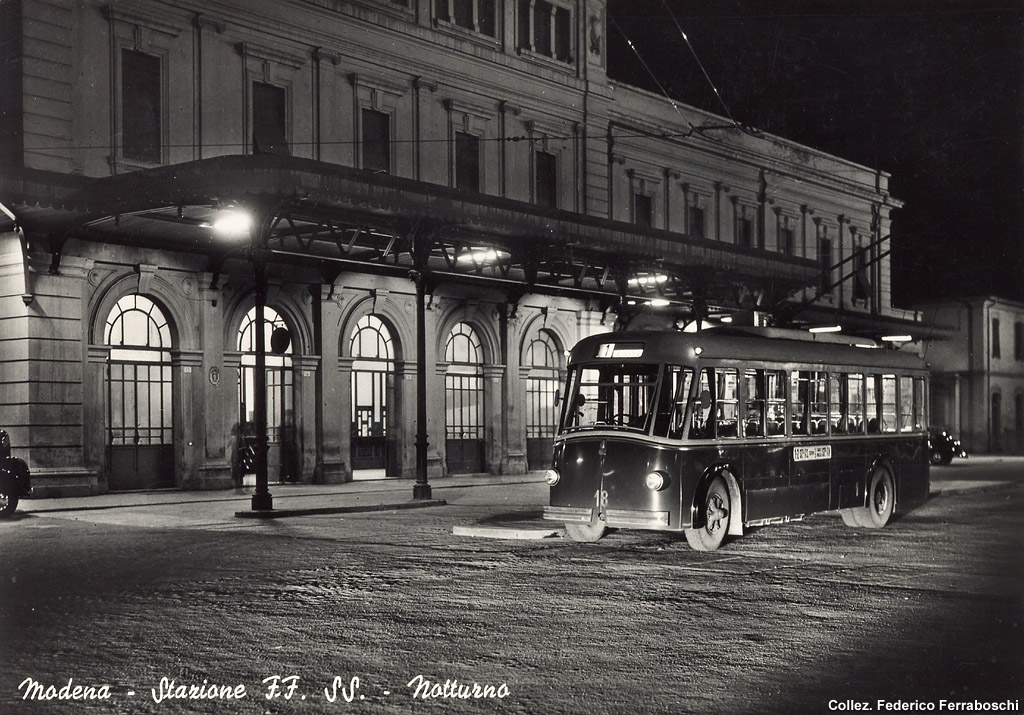
Il Fiat 668 Cansa matricola 18 in sosta davanti alla stazione (1959).

La soppressione avvenuta nel 1964 della ferrovia per Mirandola, e la prevista chiusura (messa in pratica nel 1969) della linea per Vignola, fecero perdere importanza alla "Stazione piccola", e di riflesso alle filovie interstazionali 1 e 2. Esse furono così soppresse dal 21 agosto 1968, insieme alla filovia 3, i cui percorsi furono in buona parte assorbiti dalle nuove autolinee 11, 12 e 14. Modena rimaneva con le sole linee 5, 6, 7.

### Gli anni '70; austerity e riforma del 1º ottobre 1973
Dal 2 ottobre 1972, approfittando della trasformazione in senso unico di v.le Fabrizi (in direzione largo Garibaldi), fu soppressa anche la linea 5, assorbita dall'autolinea 15. Vale la pena precisare che in realtà la cessazione della linea filoviaria 5 era già stata valutata nel 1968 (piani di riorganizzazione della rete urbana AMCM) e confermata da una delibera della Commissione Amministratrice AMCM del 17 dicembre 1971. La lunga sequenza di soppressioni fu fermata, almeno in parte, dalla cosiddetta austerity e dal contemporaneo diffondersi di una coscienza ecologica.
Infatti la scarsità di carburante a disposizione per il traffico privato aveva reso necessario l'aumento della frequenza dei mezzi pubblici, ma per evitare un transito troppo intenso di autobus nelle vie del centro storico, si decise di deviarli sui viali di circonvallazione lasciando in centro i soli filobus, da concentrare su due linee navetta nord-sud ed est-ovest aventi frequenze elevate di passaggio.
L'insieme di modifiche, note anche come "riforma Fioretti" (dal nome dell'allora direttore generale di AMCM, ing. Divo Fioretti) entrarono in vigore il 1º ottobre 1973. Si prevedeva l'istituzione di 2 nuove linee filoviarie:
- linea NS (nord-sud): Ferrovie Stato-centro-piazzale Risorgimento
- linea EO (est-ovest): largo Garibaldi-centro-stazione Autolinee

Poiché le vetture filoviarie (tredici veicoli, dal n.29 a 41) erano sufficienti solo di misura allo scopo, AMCM acquistò altri 2 filobus usati dalla rete di Livorno, appena dismessa. 
- AMCM e Comune di Modena decisero di mantenere inoltre in esercizio la linea 7, giudicata importante perché collegava alcuni punti fondamentali della città e perché il suo percorso poteva integrarsi perfettamente con quello di EO[3].
- In maniera diametralmente opposta si decise di sopprimere la linea filoviaria 6: essa venne trasformata in servizio con autobus, esclusa dal centro deviandola sui viali esterni e prolungata oltre gli storici capilinea di Buon Pastore e Sacca rispettivamente alle estremità periferiche di viale fratelli Rosselli e di strada Sant' Anna. Tuttavia la maggior parte delle corse, da quel momento identificate però come 6/ (6 barrato), mantenevano i capilinea filoviari originali.

Dopo meno di un anno, dal 15 giugno 1974 si attuò un'ulteriore modifica, prolungando la linea EO dalla stazione autolinee alla stazione FS lungo il percorso della linea 7; come conseguenza, a sua volta la linea 7 divenne completamente autolinea, percorrendo come previsto per tutte le linee non filoviarie l'itinerario esterno sui viali attorno al parco delle Rimembranze.
Inoltre la linea NS provenendo dal centro della città percorreva corso Canalchiaro poi Calle di Luca (nuova elettrificazione) per servire la fermata di P.le Risorgimento angolo con v.le Vittorio Veneto e agevolare l'interscambio con le linee automobilistiche. L'ultimo tratto di corso Canalchiaro (eredità storica delle linee 1 - 2 e poi della 3) veniva quindi definitivamente abbandonato -seppure in un solo senso di marcia- e Calle di Luca rimarrà in servizio fino alla fine degli anni novanta per la linea 6/ (vedi paragrafi successivi).

### Gli anni '70; riforma del 1975
Al termine del periodo di Austerity, fu possibile eliminare le navette EO e NS, che essendo le uniche linee urbane a percorrere il centro storico avevano provocato ripetute richieste da parte dei cittadini per il ripristino dei collegamenti diretti periferia-centro della città. Dal 1º ottobre 1975 le navette NS/EO furono soppresse e vennero così riattivate delle linee filoviarie 6/ e 7 con i seguenti percorsi:
- linea 6/ Buon Pastore-Sacca: stesso percorso del periodo 1967-1973, con l'aggiunta di Calle di Luca in direzione Buon Pastore. Il cambio di nome in "6 barrato" era motivato dal fatto che dal 1973 la linea 6 "nero" identificava il percorso prolungato rispettivamente a viale fratelli Rosselli e strada Sant' Anna e che continuava ad esistere come autolinea non transitante per il centro[4].
- linea 7 Policlinico-Autolinee-Stazione FS: stesso percorso del periodo 1966-1973.

Sebbene la rete fosse ormai ridotta a queste due sole linee, AMCM decise di valorizzarla, puntando su un servizio filoviario forte, caratterizzato da elevate frequenze di corse delle due linee, come una sorta di prolungamenti delle ex-navette NS/EO:
- linea 6/ : ogni 8 minuti nei giorni feriali; ogni 10 minuti nei giorni festivi.
- linea 7: ogni 8 minuti, tutti i giorni feriali e festivi.

Queste alte frequenze furono rese possibili dal potenziamento del parco filoviario, aumentato ora da 13 a 17 unità grazie all'acquisto complessivo di 4 mezzi dall'ATAM di Livorno (compresi i due già acquistati durante il periodo della riforma Fioretti).

### Gli anni '80 e '90: nuovi veicoli ed estensione della rete

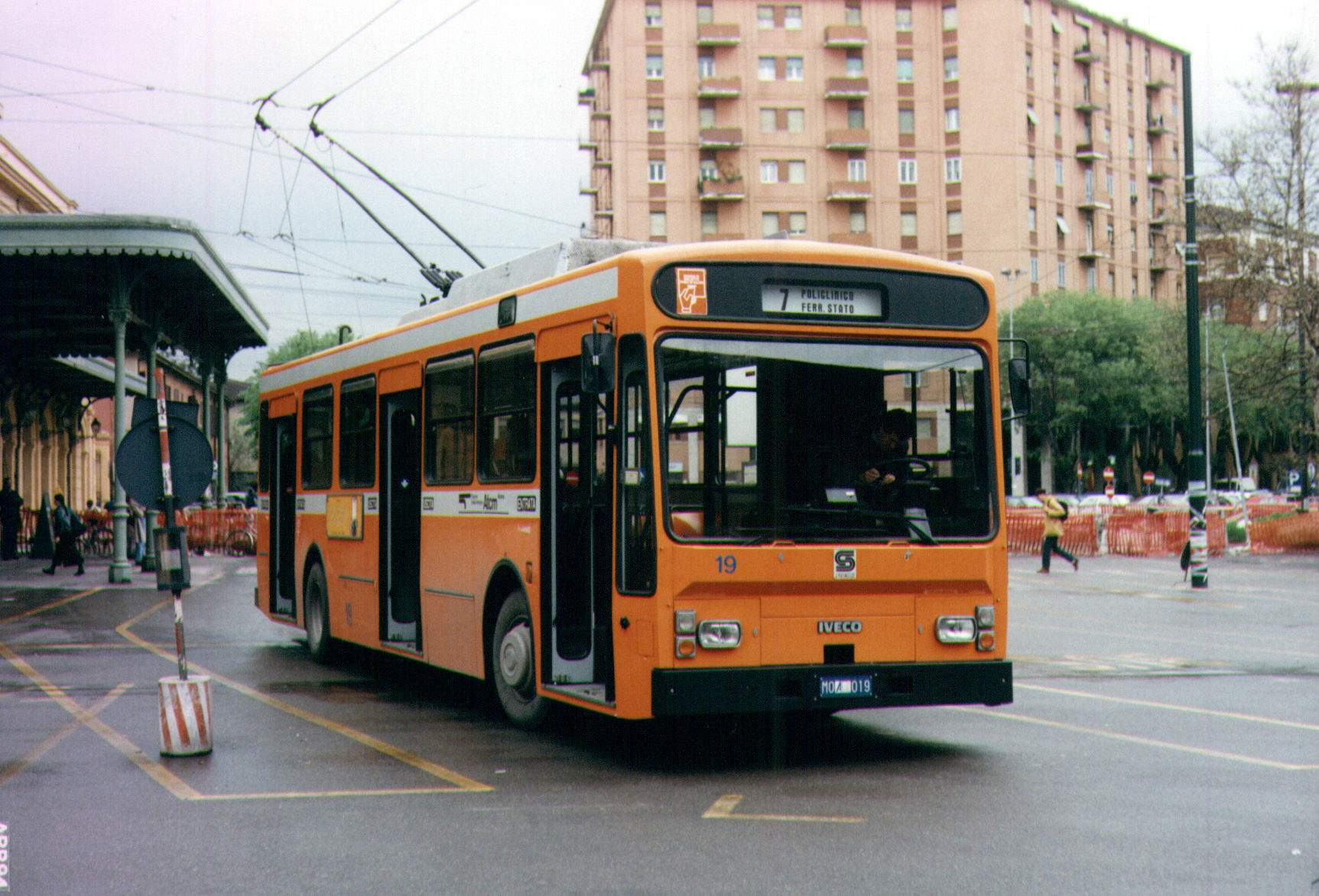
Un filobus Socimi alla Stazione FS, 1994

La rete si stabilizzò così per quasi due decenni; infatti gli investimenti economici dell'Azienda Municipalizzata del Comune di Modena (AMCM) (della quale il servizio trasporti urbani di Modena venne assorbito dal 1º luglio 1988 dall'ATCM) sono rivolti negli anni ottanta al rinnovo del parco vetture, ormai obsoleto. Con delibera 21 dicembre 1984, AMCM bandì un appalto concorso per la fornitura di 14 nuovi filobus urbani a tre porte: la società aggiudicataria sarà la SOCIMI di Milano ed i nuovi veicoli (Iveco 2471, allestimento Socimi 8833) arriveranno a Modena nel 1986.
È dagli anni novanta che il filobus conosce un nuovo periodo d'oro: viene approntato un piano di riforma dell'intera rete (il "piano Husler" del 1996) che prevede potenziamenti e prolungamenti. Si coglie l'occasione per ricostruire le filovie secondo dettami più moderni, ricostruendo il bifilare per renderlo adatto a velocità maggiori, e innalzando la tensione da 600 V a 750 V.
L'insieme di queste opere impegnative rende necessaria l'interruzione dell'esercizio filoviario dal 30 ottobre 1995 fino al 13 maggio 2000, quando viene riaperta la rinnovata linea 7. Seguono le nuove linee 6 (13 dicembre 2000) e 11 (11 giugno 2001).
In dettaglio, oltre alla ricostruzione delle due vecchie linee 6/ e 7, sono state realizzate ex novo le seguenti tratte:
- staz. Autolinee - v. Santi, che ricalca in gran parte il ramo per San Cataldo della linea 5 soppressa nel 1972 (tratto nuovamente dismesso a partire dal 15/09/2022).
- prolungamento da v. Conco a v. Forlì (2000) e contestuale rimozione linea aerea da via Conco e via Pordenone; il vecchio tracciato viene comunque abbandonato già dal 13 dicembre 1998.
- v.le Berengario e v.le Fontanelli (1998)
- c.so Canalgrande (1999, in sostituzione di v. Farini)
- v.le Gramsci e raccordi con via Canaletto e cavalcaferrovia Sacca (1997-1999)
- prolungamento dalla Sacca a Sant'Anna (1997)
- nuovo tratto da p.le Risorgimento a via dello Zodiaco (marzo-maggio 1997), comprendente il ramo per San Faustino della linea 3 soppressa nel 1968; il servizio cominciò dal 15 giugno 1998, effettuato con autobus.

### Dagli anni 2000 in poi

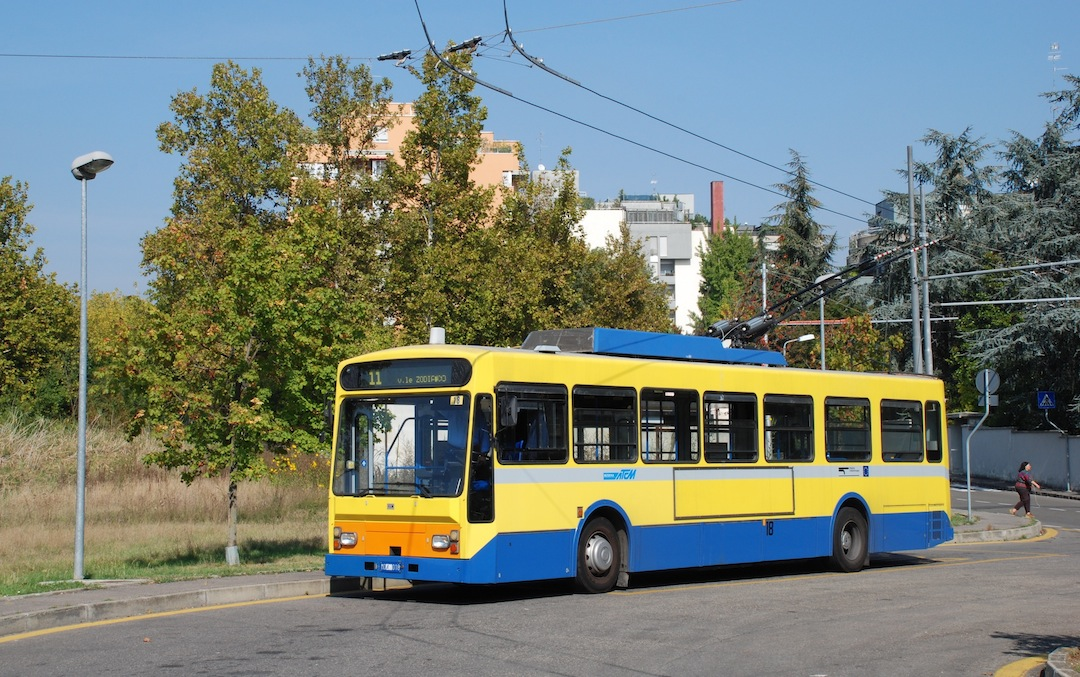
Un filobus Socimi 8833 at capolinea Zodiaco (linea 11, aperto nel 2001) nel 2007

Il 1º gennaio 2012 il servizio urbano di Modena venne trasferito dalla ex ATCM al nuovo gestore SETA; tra gli ampliamenti più significativi del servizio filoviario ricordiamo:
- nuovo prolungamento linea 7: Largo del Pozzo, interno area Policlinico lato poliambulatori, via Campi, via Braghiroli, via Gottardi capolinea. Inaugurato il 2 luglio 2007 - lunghezza tratto 2,160 km.
- prolungamento da via Forlì a via Rocco Chinnici per la linea 6, tratto inaugurato 11 aprile 2012.

Da lunedì 2 luglio 2007, a seguito di una riorganizzazione dei percorsi, la linea 6 ha abbandonato il transito per la stazione FS, lasciando inutilizzato il percorso di viale Berengario e viale Fontanelli. A seguito di ulteriori riorganizzazioni, da giovedì 15 settembre 2022 la linea 6 è stata limitata alla Stazione Autolinee (il tratto Autolinee - via Santi è stato incorporato nel percorso della nuova autolinea n. 15 "Autolinee - San Cataldo - Villanova"); è stato inoltre abbandonato in via sperimentale il tratto corso Canalchiaro - corso Duomo - via Emilia centro - largo Sant'Agostino.

## Evoluzione sinottica della rete

### Rete filoviaria al 21 ottobre 1950
1 INTERSTAZIONALE stazione FS - v. Farini - via Emilia centro - l.go Garibaldi - v.le Moreali - staz. Ferrovie Provinciali
2 INTERSTAZIONALE stazione FS - v. Farini - via Emilia centro - l.go Garibaldi - v.le Fabrizi - staz. Ferrovie Provinciali
3 Crocetta - l.go Garibaldi - via Emilia centro - l.go Sant'Agostino - v.le Tassoni - p.le Risorgimento - v. Giardini - San Faustino
4 Madonnina - via Emilia ovest - l.go Sant'Agostino - via Emilia centro - l.go Garibaldi - via Emilia est - San Lazzaro
5 v.le Buon Pastore - p.le Risorgimento - c.so Canalchiaro - via Emilia centro - l.go Sant'Agostino - San Cataldo

### Rete filoviaria al 1º settembre 1952
1 INTERSTAZIONALE DESTRA stazione FS - v. Farini - via Emilia centro - c.so Canalchiaro - p.le Risorgimento - v.le Sigonio - staz. Ferrovie Provinciali - v.le Moreali - l.go Garibaldi - via Emilia centro - v. Farini - stazione FS
2 INTERSTAZIONALE SINISTRA medesimo percorso della linea 1, in senso inverso
3 stazione FS - v. Farini - via Emilia centro - l.go Sant'Agostino - v.le Tassoni - p.le Risorgimento - San Faustino
4 Madonnina - l.go Sant'Agostino - via Emilia centro - l.go Garibaldi - San Lazzaro
5 staz. Ferrovie Provinciali - v.le Fabrizi - l.go Garibaldi - via Emilia centro - l.go Sant'Agostino - l.go Corsica - v.le Storchi - San Cataldo
6 v.le Buon Pastore - p.le Risorgimento - c.so Canalchiaro - via Emilia centro - l.go Garibaldi - Crocetta

### Rete filoviaria al 3 giugno 1953
1 INTERSTAZIONALE DESTRA stazione FS - v. Farini - via Emilia centro - c.so Canalchiaro - p.le Risorgimento - v.le Sigonio - staz. Ferrovie Provinciali - v.le Moreali - l.go Garibaldi - via Emilia centro - v. Farini - stazione FS
2 INTERSTAZIONALE SINISTRA medesimo percorso della linea 1, in senso inverso
3 stazione FS - v. Farini - via Emilia centro - l.go Sant'Agostino - v.le Tassoni - p.le Risorgimento - San Faustino
4 Madonnina - l.go Sant'Agostino - via Emilia centro - l.go Garibaldi - San Lazzaro
5 staz. Ferrovie Provinciali - v.le Fabrizi - l.go Garibaldi - via Emilia centro - l.go Sant'Agostino - l.go Corsica - v. Molza - v. Bacchini / nuova stazione Autolinee - v.le Storchi - San Cataldo
6 v.le Buon Pastore - p.le Risorgimento - c.so Canalchiaro - via Emilia centro - l.go Garibaldi - Crocetta

### Rete filoviaria al 16 agosto 1959
1 INTERSTAZIONALE DESTRA stazione FS - v. Farini - via Emilia centro - v.le Tassoni - p.le Risorgimento - v.le Sigonio - staz. Ferrovie Provinciali - v.le Moreali - l.go Garibaldi - via Emilia centro - v. Farini - stazione FS
2 INTERSTAZIONALE SINISTRA medesimo percorso della linea 1, in senso inverso
3 San Lazzaro - l.go Garibaldi - via Emilia centro - c.so Canalchiaro - p.le Risorgimento - San Faustino
4 Madonnina - cavalcaferrovia - l.go Sant'Agostino - via Emilia centro - l.go Garibaldi - Crocetta
5 staz. Ferrovie Provinciali - v.le Fabrizi - l.go Garibaldi - via Emilia centro - l.go Sant'Agostino - stazione Autolinee - v. Costa - San Cataldo
6 v.le Buon Pastore - v. Sigonio - p.le Risorgimento - c.so Canalchiaro - via Emilia centro - v. Farini - p.le Bruni - cavalcaferrovia - Sacca (giro di volta all'incrocio v. Canaletto - v. Fanti)

### Rete filoviaria dal 14 giugno 1965 al 17 giugno 1966
1 INTERSTAZIONALE DESTRA stazione FS - v. Farini - via Emilia centro - v.le Tassoni - p.le Risorgimento - v.le Sigonio - staz. Ferrovie Provinciali - v.le Moreali - l.go Garibaldi - via Emilia centro - v. Farini - stazione FS
2 INTERSTAZIONALE SINISTRA medesimo percorso della linea 1, in senso inverso
3 San Lazzaro - l.go Garibaldi - via Emilia centro - c.so Canalchiaro - p.le Risorgimento - San Faustino
4 Madonnina - cavalcaferrovia - l.go Sant'Agostino - via Emilia centro - l.go Garibaldi - v. Emilia est - v. del Pozzo - nuovo Policlinico
5 staz. Ferrovie Provinciali - v.le Fabrizi - l.go Garibaldi - via Emilia centro - l.go Sant'Agostino - stazione Autolinee - v. Costa - San Cataldo
6 v.le Buon Pastore - v. Sigonio - p.le Risorgimento - c.so Canalchiaro - via Emilia centro - v. Farini - p.le Bruni - cavalcaferrovia - Sacca (villaggio INA casa)

### Rete filoviaria al 18 giugno 1966
1 INTERSTAZIONALE DESTRA stazione FS - v. Farini - via Emilia centro - v.le Tassoni - p.le Risorgimento - v.le Sigonio - staz. Ferrovie Provinciali - v.le Moreali - l.go Garibaldi - via Emilia centro - v. Farini - stazione FS
2 INTERSTAZIONALE SINISTRA medesimo percorso della linea 1, in senso inverso
3 San Lazzaro - l.go Garibaldi - via Emilia centro - c.so Canalchiaro - p.le Risorgimento - San Faustino
5 staz. Ferrovie Provinciali - v.le Fabrizi - l.go Garibaldi - via Emilia centro - l.go Sant'Agostino - stazione Autolinee - v. Costa - San Cataldo
6 v.le Buon Pastore - v. Sigonio - p.le Risorgimento - c.so Canalchiaro - via Emilia centro - v. Farini - p.le Bruni - cavalcaferrovia - Sacca (villaggio INA casa)
7 stazione FS - v.le Monte Kosica - stazione Autolinee - l.go Sant'Agostino - via Emilia centro - l.go Garibaldi - Policlinico

### Rete filoviaria al 2 ottobre 1967
1 INTERSTAZIONALE DESTRA stazione FS - v. Farini - via Emilia centro - v.le Tassoni - p.le Risorgimento - v.le Sigonio - staz. Ferrovie Provinciali - v.le Moreali - l.go Garibaldi - via Emilia centro - v. Farini - stazione FS
2 INTERSTAZIONALE SINISTRA medesimo percorso della linea 1, in senso inverso
3 San Lazzaro - l.go Garibaldi - via Emilia centro - c.so Canalchiaro - p.le Risorgimento - San Faustino
5 staz. Ferrovie Provinciali - v.le Fabrizi - l.go Garibaldi - via Emilia centro - l.go Sant'Agostino - stazione Autolinee - v. Costa - San Cataldo
6 v. Pordenone - v. Conco - v.le Buon Pastore - v. Sigonio - p.le Risorgimento - c.so Canalchiaro - via Emilia centro - v. Farini - p.le Bruni - cavalcaferrovia - Sacca (villaggio INA casa)
7 stazione FS - v.le Monte Kosica - stazione Autolinee - l.go Sant'Agostino - via Emilia centro - l.go Garibaldi - Policlinico

### Rete filoviaria al 21 agosto 1968
5 staz. Ferrovie Provinciali - v.le Fabrizi - l.go Garibaldi - via Emilia centro - l.go Sant'Agostino - stazione Autolinee - v. Costa - San Cataldo
6 v. Pordenone - v. Conco - v.le Buon Pastore - v. Sigonio - p.le Risorgimento - c.so Canalchiaro - via Emilia centro - v. Farini - p.le Bruni - cavalcaferrovia - Sacca (villaggio INA casa)
7 stazione FS - v.le Monte Kosica - stazione Autolinee - l.go Sant'Agostino - via Emilia centro - l.go Garibaldi - Policlinico

### Rete filoviaria al 2 ottobre 1972
6 v. Pordenone - v. Conco - v.le Buon Pastore - v. Sigonio - p.le Risorgimento - c.so Canalchiaro - via Emilia centro - v. Farini - p.le Bruni - cavalcaferrovia - Sacca (villaggio INA casa)
7 stazione FS - v.le Monte Kosica - stazione Autolinee - l.go Sant'Agostino - via Emilia centro - l.go Garibaldi - Policlinico

### Rete filoviaria al 1º ottobre 1973
7 stazione FS - v.le Monte Kosica - stazione Autolinee - l.go Sant'Agostino - via Emilia centro - l.go Garibaldi - Policlinico
EO staz. Autolinee - l.go Sant'Agostino - via Emilia centro - l.go Garibaldi
NS stazione FS - v. Farini - via Emilia centro - c.so Canalchiaro - v. Sigonio - v. Giannone - p.le Risorgimento

### Rete filoviaria dal 15 giugno 1974 al 30 settembre 1975
EO stazione FS - v.le Monte Kosica - staz. Autolinee - l.go Sant'Agostino - via Emilia centro - l.go Garibaldi
NS stazione FS - v. Farini - via Emilia centro - c.so Canalchiaro - Calle di Luca(*) - v. Sigonio - v. Giannone - p.le Risorgimento
(*) solo in direzione p.le Risorgimento; tratto di nuova elettrificazione.

### Rete filoviaria al 1º ottobre 1975
6/ v. Pordenone - v. Conco - v.le Buon Pastore - v. Sigonio - p.le Risorgimento - c.so Canalchiaro (*) - via Emilia centro - v. Farini - p.le Bruni - cavalcaferrovia - Sacca (villaggio INA casa)
(*) al ritorno percorre anche Calle di Luca, nuovo tratto filoviarizzato dal 15/06/1974.
7 stazione FS - v.le Monte Kosica - stazione Autolinee - l.go Sant'Agostino - via Emilia centro - l.go Garibaldi - Policlinico

### Rete filoviaria all'11 giugno 2001
6 v. Forlì - v.le Buon Pastore - v. Sigonio - p.le Risorgimento - c.so Canalchiaro - via Emilia centro - c.so Canalgrande - c.so Accademia Militare - Piazza Roma - stazione FS - v.le Fontanelli - v.le Berengario - l.go Sant'Agostino - stazione Autolinee - v. Storchi - v. Santi
7 v.le Gramsci - cavalcaferrovia - stazione FS - v.le Monte Kosica - stazione Autolinee - l.go Sant'Agostino - via Emilia centro - l.go Garibaldi - Policlinico
11 Sant'Anna - Sacca - cavalcaferrovia - stazione FS - v.le Monte Kosica - v. Fontanelli - v. Berengario - l.go Sant'Agostino - via Emilia centro - c.so Canalchiaro - p.le Risorgimento - v. Giardini - San Faustino - via dello Zodiaco

### Rete filoviaria al 2 luglio 2007
6 v. Forlì - v.le Buon Pastore - v. Sigonio - p.le Risorgimento - c.so Canalchiaro - c.so Duomo - via Emilia centro - l.go Sant'Agostino - stazione Autolinee - v. Storchi - v. Santi
7 v.le Gramsci - cavalcaferrovia - stazione FS - v.le Monte Kosica - stazione Autolinee - l.go Sant'Agostino - via Emilia centro - l.go Garibaldi - Policlinico - area interna Policlinico - v. Campi - v. Braghiroli - v. Gottardi
11 Sant'Anna - Sacca - cavalcaferrovia - stazione FS - c.so Vittorio Emanuele II - Piazza Roma - c.so Accademia Militare - c.so Canalgrande - via Emilia centro - c.so Canalchiaro - c.so Duomo - p.le Risorgimento - v. Giardini - San Faustino - via dello Zodiaco
tratti elettrificati di v.le Berengario e v.le Fontanelli non più utilizzati a partire da questa data.

### Rete filoviaria all'11 aprile 2012
6 v. Chinnici - v. Forlì - v.le Buon Pastore - v. Sigonio - p.le Risorgimento - c.so Canalchiaro - c.so Duomo - via Emilia centro - l.go Sant'Agostino - stazione Autolinee - v. Storchi - v. Santi
7 v.le Gramsci - cavalcaferrovia - stazione FS - v.le Monte Kosica - stazione Autolinee - l.go Sant'Agostino - via Emilia centro - l.go Garibaldi - Policlinico - area interna Policlinico - v. Campi - v. Braghiroli - v. Gottardi
11 Sant'Anna - Sacca - cavalcaferrovia - stazione FS - c.so Vittorio Emanuele II - Piazza Roma - c.so Accademia Militare - c.so Canalgrande - via Emilia centro - c.so Canalchiaro - c.so Duomo - p.le Risorgimento - v. Giardini - San Faustino - via dello Zodiaco

### Rete filoviaria al 15 settembre 2022
6 v. Chinnici - v. Forlì - v.le Buon Pastore - v. Sigonio - p.le Risorgimento - v.le Vittorio Veneto - l.go Sant'Agostino - stazione Autolinee
7 v.le Gramsci - cavalcaferrovia - stazione FS - v.le Monte Kosica - stazione Autolinee - l.go Sant'Agostino - via Emilia centro - l.go Garibaldi - Policlinico - area interna Policlinico - v. Campi - v. Braghiroli - v. Gottardi
11 Sant'Anna - Sacca - cavalcaferrovia - stazione FS - c.so Vittorio Emanuele II - Piazza Roma - c.so Accademia Militare - c.so Canalgrande - via Emilia centro - c.so Canalchiaro - c.so Duomo - p.le Risorgimento - v. Giardini - San Faustino - via dello Zodiaco
tratti elettrificati di: v. Bacchini, v.le Storchi, v. Galaverna, v. Ruffini, v. Cesari, v. Paolucci, v. Santi, v. Costa non più utilizzati a partire da questa data.

## Materiale rotabile
Rotabili storici
- 11-14: FIAT 668F/122 CANSA CGE (in origine destinati a Catania).
- 15-26: FIAT 668F/131 CANSA Marelli: entrati in servizio fra il 1949 e il 1950. Gli ultimi rimasti furono accantonati nel 1972, alla soppressione della linea 5. La vettura 17, acquistata da un privato, è tuttora visibile, sebbene in cattive condizioni, in un bosco privato presso Pompeano di Serramazzoni (MO).
- 27-28: FIAT 2401 CANSA Marelli: entrati in servizio nel 1953. A causa di diversi problemi allo sterzo e all'impianto elettrico furono radiati nel 1967.
- 29-34: FIAT 2411 CANSA CGE: immatricolati nel 1959. Gli ultimi esemplari cessarono il servizio nel 1986. La vettura 33, mantenuta per addestramento conducenti sino al termine degli anni ottanta, è stata conservata come veicolo storico. Dopo un accurato restauro esteriore (dicembre 2008 - maggio 2009) nei colori originali biverde del 1959, dal 20 maggio 2009 è stata collocata all'aperto presso il deposito ATCM (SETA nel 2016) di Modena.
- 35-41: FIAT 2411 Menarini Marelli: acquistati nel 1964, prestarono servizio sino al 1986. La vettura 37, appena radiata, fu portata al Museo Nazionale dei trasporti di La Spezia, dove attende ancora oggi (2019) il restauro e versa in pessime condizioni di conservazione.
- 42-45: FIAT 2411 CANSA CGE (ex 61, 62, 63 e 65 ATAM Livorno): acquistati usati alla cessazione dell'esercizio filoviario livornese nel 1974. Radiati nel 1986, nel 1991 furono acquistati dal Dopolavoro Ferroviario di Livorno per scopi museali.
- 11-24: IVECO 2471 SOCIMI 8833: immatricolati nel 1986 riutilizzando i numeri dei 668 già radiati. Nati per l'esercizio a 600 V della rete originaria, furono trasformati fra il 1998 e il 2000 per il funzionamento a 750 V della rete attuale. Alla data di marzo 2015 risultavano radiate le vetture 11, 14, 15, 16, 20 - indi le nn.17, 18, 23 (inizio 2016) e infine le nn.12 e 22 (2018). Le rimanenti 4 vetture (13, 19, 21, 24), sono rimaste in servizio fino a tutto il 2019, venendo tuttavia utilizzate in modo sempre più limitato. Al 2024 risulta infine accantonata e destinata a fini museali la vettura n. 19 .

Rotabili in uso

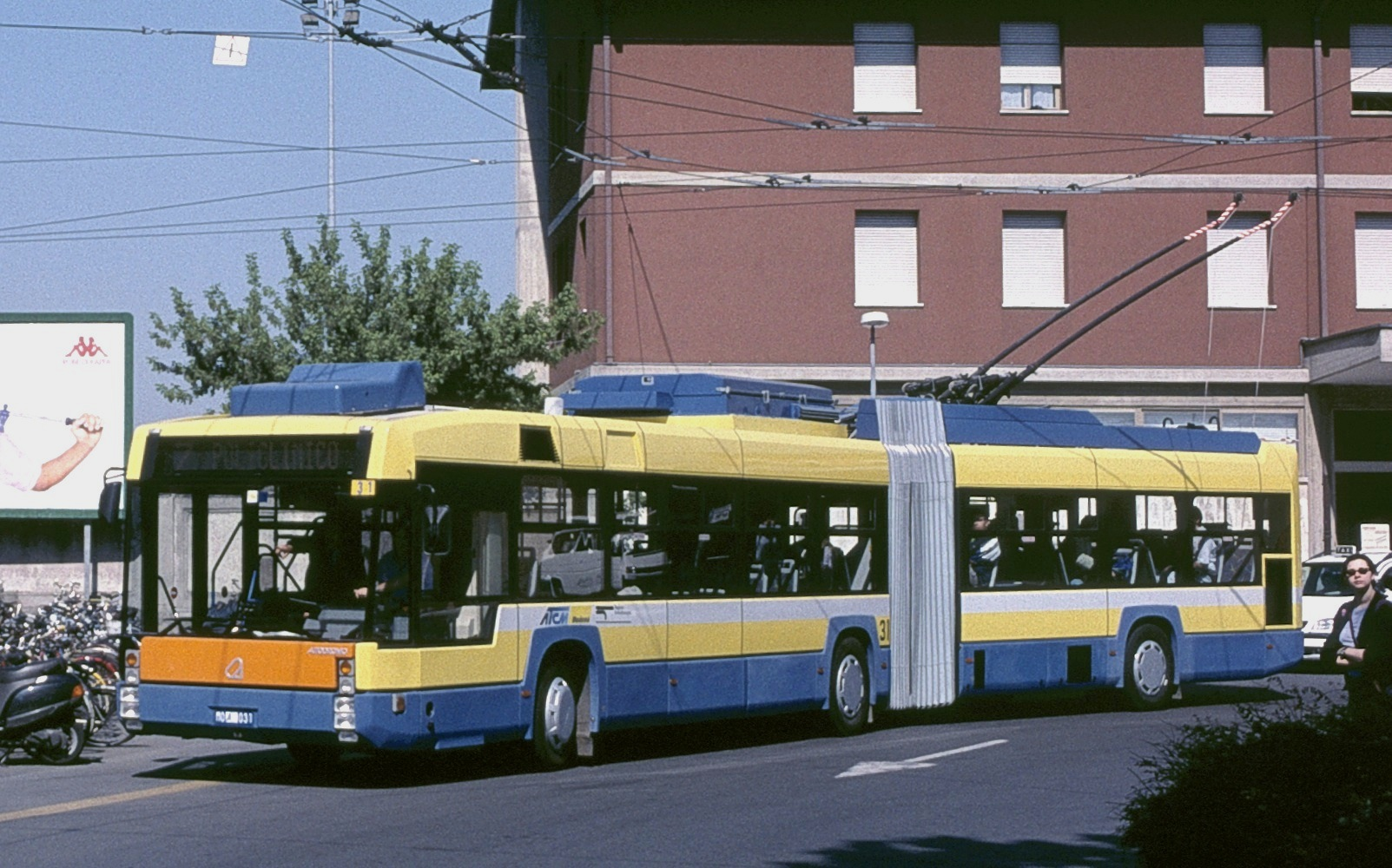
Un filosnodato Autodromo BusOtto nel 15 maggio 2000, il primo giorno di servizio di questo modello di veicolo

- 25-34: Autodromo BusOtto: filosnodati da 18 m, entrati in servizio nel 2000.
- 01-07: MAN Neoplan Electroliner: entrati in servizio a fine 2008 (01-03), a fine 2009 (04-05) e a fine 2013 (06-07)
- 35-42: Solaris Trollino 12 Full Electric IMC: entrati in servizio a febbraio 2021.
- 43-44: Solaris Trollino 12 Full Electric IMC: entrati in servizio a febbraio 2024.